# Музей на маслото
Музеят на маслото е музей в град Корк, Ирландия, който документира историята на производството и продажбата на масло в графство Корк. Той се помещава в бившия пазар за масло в града.

## История
Сградата на Музея на маслото се намира в района Шандон на града, като сградата е от 1849 г. В миналото Шандон е бил най-големият район с месарници на открито в Ирландия и борсата за масло се е намирала в тази търговска зона. По време на пика на борсата през XIX век Корк е най-големият износител на масло в света, като експортът стига чак до Австралия и Индия.

## Експонати
Музеят документира ролята на търговията с масло в историята на Ирландия. Експонатите обхващат периода на международната борса за масло през XIX век, местното производство на масло и операциите на Кериголд в по-ново време. Изложбите имат за цел да запознаят посетителите с различни елементи от производството на масло, от отглеждането на млекодайни крави до документите и артефактите, свързани с търговията с масло. Документирани са елементи от ирландската търговска, социална и битова история.